# Origanates rostratus
Genre
Espèce
Synonymes
- Lophocarenum rostratum Emerton, 1882

Origanates rostratus, unique représentant du genre Origanates, est une espèce d'araignées aranéomorphes de la famille des Linyphiidae.

## Distribution
Cette espèce est endémique des États-Unis. Elle se rencontre dans les États du Massachusetts, du Connecticut, de New York, de Pennsylvanie, d'Ohio, du Wisconsin, du Maryland, de Virginie, de Caroline du Nord, de Géorgie, du Missouri, du Kansas et à Washington.

## Publications originales
- Emerton, 1882 : New England spiders of the family Theridiidae. Transactions of the Connecticut Academy of Arts and Sciences, vol. 6, p. 1-86 (texte intégral).
- Crosby & Bishop, 1933 : American spiders: Erigoneae, males with cephalic pits. Annals of the Entomological Society of America, vol. 26, p. 105-172.